# Фойгт, Карл-Фридрих
Карл-Фридрих Фойгт (нем. Carl Friedrich Voigt, 6 октября 1800, Берлин — 13 октября 1874, Триест) — немецкий медальер, гравёр, резчик по камню.
В ранней юности проявлял интерес к рисованию, однако затем посвятил себя медальерному искусству и глиптике. Обучался у берлинских гравёров Фольгольда и Лооса.
Получив в 1825 году стипендию, выехал для обучения в Лондон, а затем, через Париж и Милан — в Рим, где изучал резьбу по камню в мастерской Джирометти. В период учёбы изготовил ряд камей с изображениями античных голов, а также медальонов с портретами современников (Торвальдсена и др.).
В 1829 году по приглашению короля Баварии Людвига I занял должность первого медальера Мюнхенского монетного двора. Изготовлял штемпели для баварских монет и медалей, продолжая заниматься также резьбой по камню. По заказу Швейцарии создал аверсы и реверсы швейцарских монет в 5, 10 и 20 сантимов образца 1850 года. В 1879 году аверс этих монет был изменён, а реверс, разработанный Фойгтом, используется до настоящего времени.
С 1836 года — член Прусской королевской академии искусств.
В 1859 году вышел и отставку и уехал в Рим, где в дальнейшем жил и работал, периодически посещая Германию. Умер в Триесте, на пути из Мюнхена в Рим.
Некоторые свои работы подписывал — «C. VOIGT».

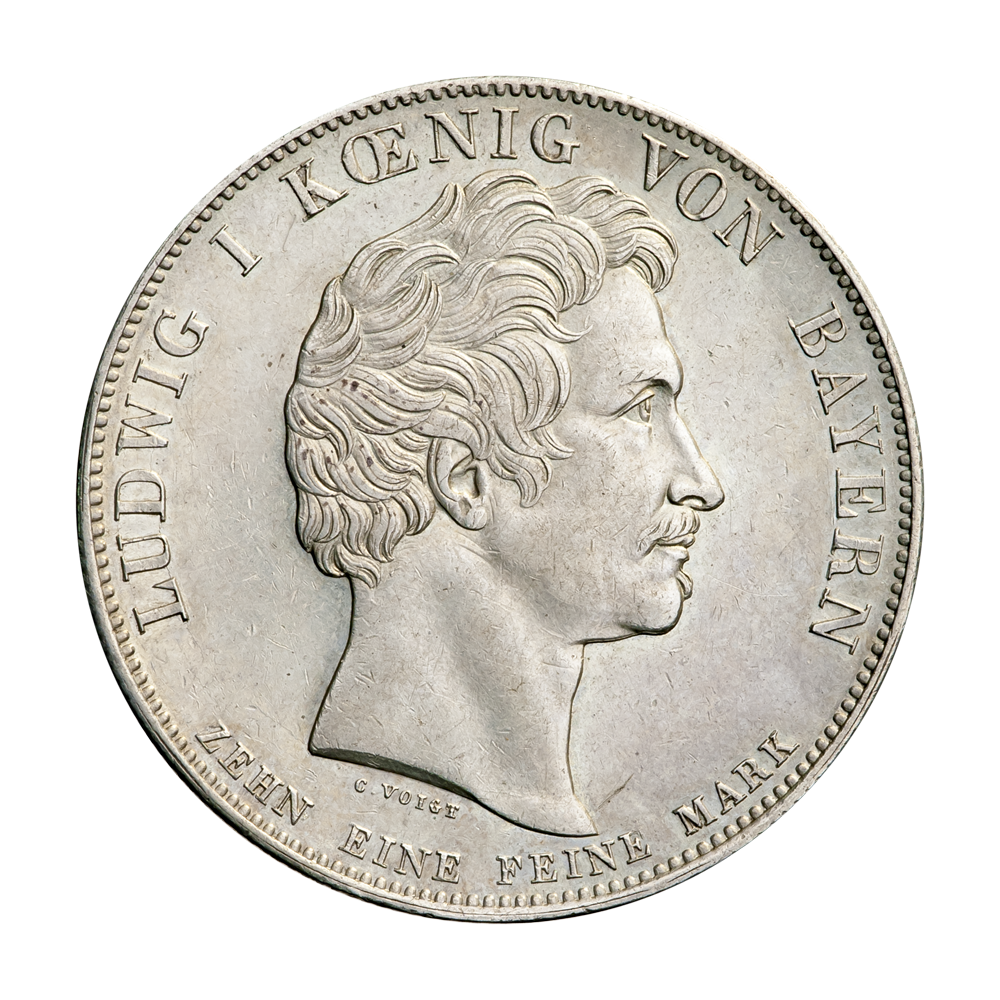
Аверс баварского исторического талера 1833 года, подпись — «C. VOIGT»
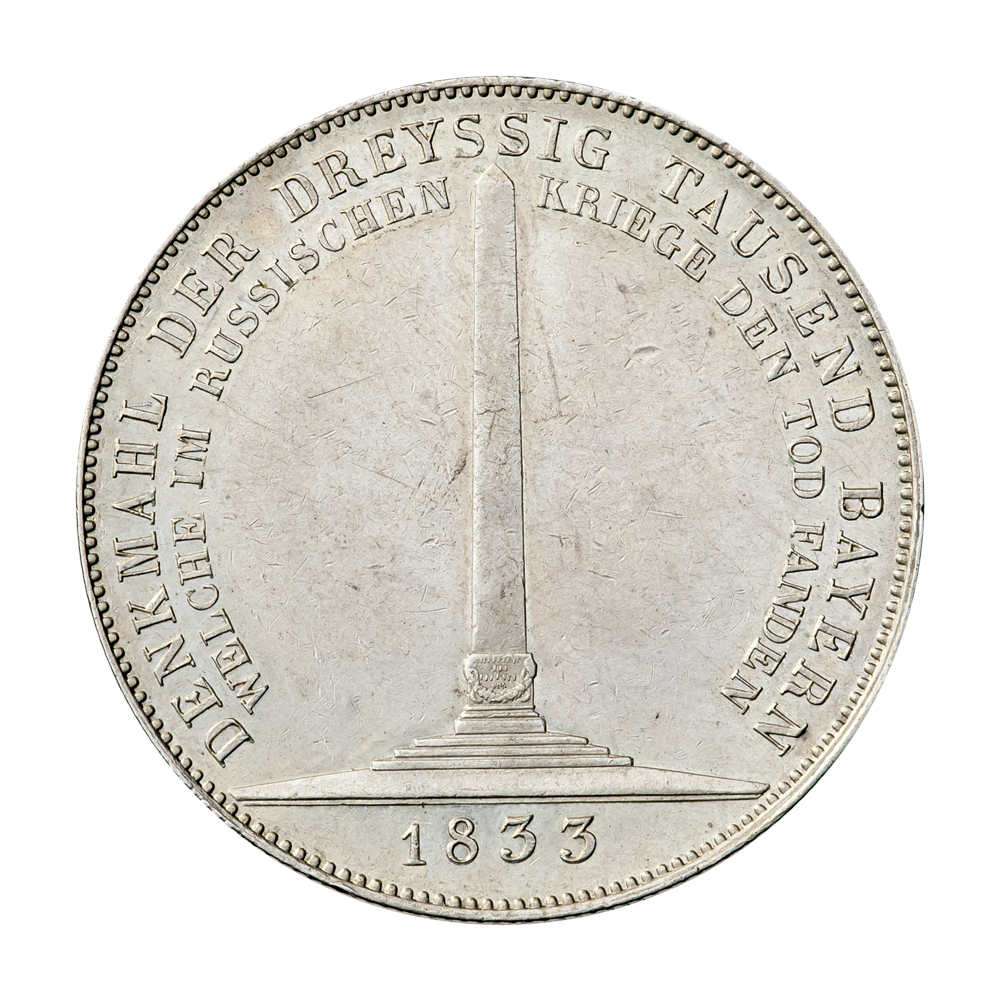
Реверс талера 1833 года
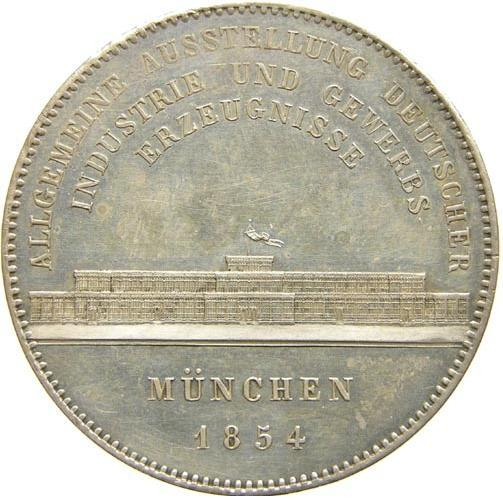
Памятная медаль в честь Первой общегерманской промышленной выставки 1854 года
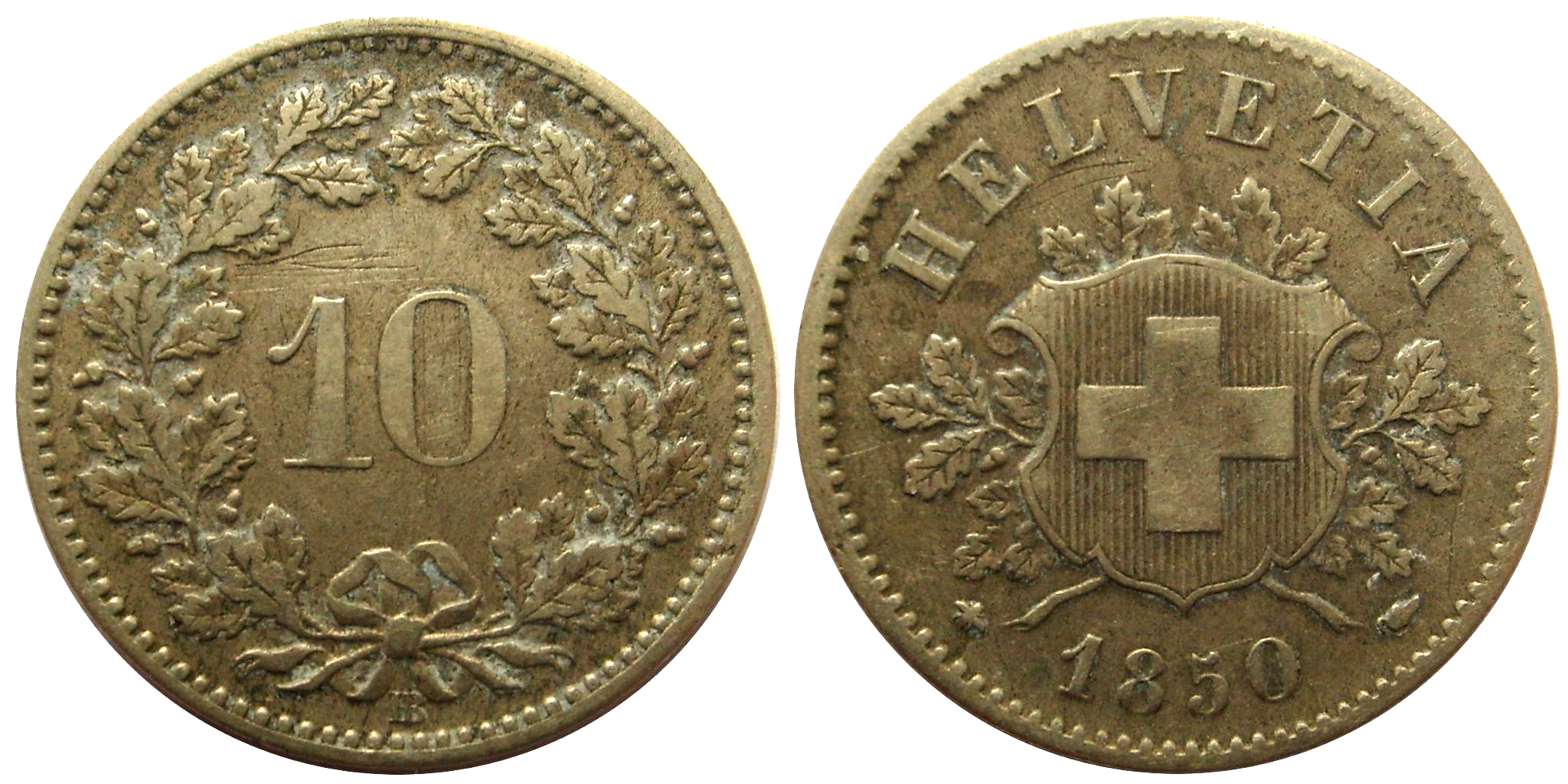
10 сантимов 1850 года, Швейцария